# Saturnalia Fossae
Saturnalia Fossae este o serie de șanțuri veneniene paralele din emisfera nordică a gigantului asteroid 4 Vesta. Se crede că este o fractură de șoc rezultată din impactul care a creat craterul Veneneia, cu care este concentric. Este una dintre cele mai lungi prăpastii din Sistemul Solar.

## Observare și numire
Saturnalia Fossae, ca și în cazul celor mai multe forme de relief vestiene, a fost observată pentru prima dată la sosirea sondei Dawn în iulie 2011. Inițial, doar cel mai mare și cel mai proeminent șanț a fost numit Saturnalia Fossa. Mai târziu, numele a ajuns să cuprindă toate șanțurile din rețea, cel mai mare șanț fiind mai târziu desemnat Saturnalia Fossa A. Sistemul de șanțuri este numit după festivalul roman Saturnalia; numele Saturnalia Fossae a fost aprobat oficial de Uniunea Astronomică Internațională (IAU) la 27 decembrie 2011.

## Geologie și caracteristici

O imagine compozită a quadrunghiului Domitia, găzduind unele dintre șanțurilr care compun Saturnalia Fossae

Saturnalia Fossae este situată în emisfera nordică a Vestei. Este unul dintre cele două sisteme majore de șanțuri, celălalt fiind Divalia Fossae de-a lungul unei mari părți a ecuatorului Vestei. Șanțurile lui Saturnalia Fossae sunt paralele și orientate nord-vest spre sud-est, la un unghi de aproximativ 30° față de șanțurile Divalia Fossae și, în general, concentrice cu marele bazin de impact Veneneia. Cel mai mare șanț, Saturnalia Fossae A, are aproximativ 390 de kilometri lungime, 39,2 kilometri lățime și 4 kilometri adâncime. Alte șapte șanțuri majore au o lungime între 21 și 212 de kilometri. Saturnalia Fossae este cel mai vechi dintre cele două sisteme de șanțuri, deoarece întinderea sa cea mai sudică este înlocuită de Divalia Fossae; Estimările folosind numărarea craterelor situează vârsta lui Saturnalia Fossae la aproximativ 3,6–3,7 miliarde de ani. Ca atare, Saturnalia Fossae este comparativ mai degradată, cu margini rotunjite, pereți mai puțin adânci și craterizări mai grele decât Divalia Fossae.